# K. Csontos Miklós
K. Csontos Miklós (Katona Csontos Miklós, Vezseny, 1930. április 28. – Budapest, 1996. december 27.) magyar ügyvéd, politikus, 1994 és 1996 között országgyűlési képviselő (FKGP).

## Élete
K. Csontos Miklós 1930-ban született a Jász-Nagykun-Szolnok vármegyei Vezsenyben, kisgazda családban. Családja még a 14. században hadi szolgálataiért kapott nemességet, Katona előnévvel. Elemi iskolai tanulmányait szülőfalujában és Tiszakürtön, a polgári iskolát Kunszentmártonban végezte, majd 1950-ben Szolnokon érettségizett. 1956-ban az Eötvös Loránd Tudományegyetem Állam- és Jogtudományi Karán szerzett jogi doktorátust, és ügyvédjelölt lett. 1959-ben letette az ügyvédi és a jogtanácsosi szakvizsgát, de csak 1961-ben lehetett ügyvéd, mert még 1956 májusában „a közellátás érdekét veszélyeztető bűncselekmény miatt” vádat emeltek ellene. 1981-ig Esztergomban és a Budapesti 1. számú Ügyvédi Munkaközösségben volt ügyvéd, ezt követően a 10. számú, majd a 41. számú munkaközösségben dolgozott ügyvédként. 1985-ben nyugállományba vonult, majd 1990-ben egyéni ügyvédként kezdett ismét dolgozni.
Még középiskolásként, 1946-ban belépett a Független Kisgazda-, Földmunkás- és Polgári Pártba, majd a rendszerváltásig nem vett részt a közéletben. 1989-ben a párt Jász-Nagykun-Szolnok megyei szervezőtitkára, 1990-ben pedig megyei pártfőügyész lett, majd budapesti pártfőügyésszé választották. Az 1990-es országgyűlési választáson Jász-Nagykun-Szolnok megye 5. számú, Kunszentmárton központú választókerületében indult képviselőjelöltként, de nem szerzett mandátumot. 1992 és 1994 között az FKGP nagy-budapesti szervezetének elnöke volt. 1993 őszétől az FKGP Országos Központjának Választási Irodáját vezette, majd a párt országos pártfőügyésze és vezetőségi tagja lett.
Az 1994-es országgyűlési választáson az FKGP országos listájának 11. helyéről jutott a parlamentbe, az Országgyűlésben az alkotmányügyi, törvényelőkészítő, igazságügyi és ügyrendi bizottság, az alkotmányelőkészítő bizottság, valamint az Állami Számvevőszék elnökét jelölő bizottság tagja volt, emellett beválasztották pártja frakciójának elnökségébe is.
Kétszer nősült, mindkét feleségétől elvált. Egy lánya született.
1996. december 27-én este veje ittasan, szóváltást követően több késszúrással meggyilkolta zuglói lakásukban. Ő volt az egyetlen országgyűlési képviselő a rendszerváltás óta, aki gyilkosság következtében hunyt el. Parlamenti mandátumát Bánk Attila vette át.